# Арзамасская железнодорожная катастрофа

Мемориал «В память погибшим 4 июня 1988 года» в Арзамасе

Арзамасская железнодорожная катастрофа — взрыв при подходе к станции Арзамас I Горьковской железной дороги трёх вагонов грузового поезда, следовавшего из Дзержинска (Горьковская область) в Казахскую ССР, перевозивших гексоген для горных предприятий, на железнодорожном переезде в субботу 4 июня 1988 года. В результате происшествия погиб 91 человек, в том числе 17 детей.

## История
4 июня 1988 года в 09:32 железнодорожный состав (номер поезда 3115, локомотив 2ТЭ10М-0405), в котором находились три вагона со 120 тоннами взрывчатки, предназначенной для горных и других предприятий, следовал через железнодорожный переезд в Арзамасе, находясь в северной горловине станции Арзамас I. В этот момент произошёл взрыв. Среди сдетонировавшей взрывчатки были:
- 30 тонн тротиловых шашек,
- заряды для нефтедобычи,
- 25 тонн аммонала,
- 5 тонн аммонита,
- 30 тонн гексогена,
- 27 тонн октогена и др.

На перегоне образовались две соединённые между собой воронки глубиной 3,5 и 4,5 метра, диаметром 26 и 76 метров. Взрывом был уничтожен 151 дом, 823 семьи остались без крова. По официальным данным, погиб 91 человек (в том числе 17 детей), получили ранения более 800 человек. Было разрушено 250 метров железнодорожного полотна, повреждён железнодорожный вокзал, разрушены электроподстанция, линии электропередачи, повреждён газопровод. Пострадали 2 больницы, 49 детских садов, 14 школ, 69 магазинов. В поражённой зоне оказалось 160 промышленно-хозяйственных объектов. Основной версией причины взрыва сочли нарушение правил погрузки и перевозки взрывчатых веществ, хотя в качестве одной из версий рассматривались и террористический акт, и диверсия со стороны спецслужб других стран с целью нагнетания нестабильности в СССР.
Для ликвидации последствий катастрофы были подняты по тревоге части железнодорожных войск. Военные железнодорожники расчистили 15 000 кубометров завалов, уложили 850 метров главного пути, заменили 500 метров деформированных рельсов и восемь комплектов стрелочных переводов, построили 150 метров пути для тупика. Через четыре часа после взрыва было восстановлено движение пассажирских поездов, через 36 — открыт главный ход, а на четвёртые сутки железнодорожное движение было восстановлено полностью.

## Память
В Арзамасе недалеко от места взрыва (55°24′44″ с. ш. 43°47′25″ в. д.) построены часовня и мемориал, на котором высечены имена погибших. Ежегодно 4 июня в городе проходят траурные мероприятия, посвящённые памяти погибших при взрыве. Для пострадавших жителей на юге города был построен микрорайон № 11.

## Версия о диверсии
В течение нескольких месяцев после взрыва на месте трагедии работала правительственная комиссия. Точно установить причины взрыва так и не удалось. Назывались несколько версий происшествия, среди которых самопроизвольный взрыв перевозимой взрывчатки (кристаллического гексогена или октогена) в результате механического повреждения, неисправность газопровода, проходящего под железнодорожными путями, террористический акт и диверсия со стороны спецслужб других стран. В 2003 году губернатор Нижегородской области Геннадий Ходырев, на момент взрыва — второй секретарь обкома, публично высказывал твёрдую уверенность, что взрыв произошёл в результате диверсии, однако данная версия не нашла достоверного подтверждения.
Версия преднамеренного подрыва состава была достаточно популярна в местном сообществе. Предполагалось, что целью акции было причинение максимального ущерба Арзамасу. Версия строилась на том, что взрыв произошёл в подозрительной близости к городу.
В частности, Иван Скляров, в момент трагедии занимавший должность председателя Арзамасского городского исполнительного комитета Совета народных депутатов, говорил о трагедии как «одном из звеньев цепи организованных катастроф для разрушения великой империи».

Геннадий Ходырев обнародовал на своём официальном сайте следующее заявление:
«Кому-то было выгодно сформировать у населения страны уверенность в неспособности власти тех лет управлять государством, обеспечивать безопасность граждан. Утонул теплоход „Нахимов“, взорвалась Чернобыльская АЭС, взрыв в Арзамасе. Через год, ровно день в день — такой же взрыв в Свердловске. И нигде не нашли виновных».

## Фильмография
- «Взорванный город» // д/с «Следствие вели с Леонидом Каневским», серия №84. Россия, 30.05.2008.
- «ЧП в секретном городе» // серия фильмов «Тайны века». Документальный фильм. Россия, 1 канал, 2009.
- «Арзамас в огне» // цикл «Загадки века с Сергеем Медведевым». Документальный фильм. Россия, т/к Звезда, 2019.
- «Под грифом «секретно»: тайна взрыва в Арзамасе». Документальный фильм. Россия, т/к Звезда, 2021.